# Hotel Goldener Hirsch (Salzburg)

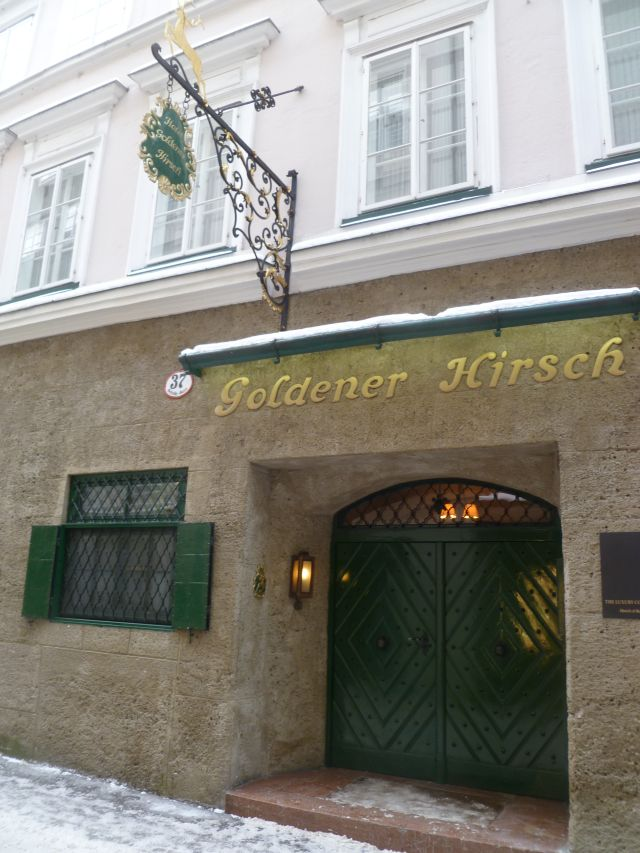
Hotel Goldener Hirsch: Eingang Getreidegasse

Das Hotel Goldener Hirsch ist ein Fünf-Sterne-Hotel in der Getreidegasse in der Altstadt von Salzburg. Das Haus steht unter Denkmalschutz und gehört zum UNESCO-Welterbe Historisches Zentrum der Stadt Salzburg. Es umfasst die Häuser Getreidegasse 37 und 35; eine Dependance ist im  Kupferschmiedhaus in der Getreidegasse Nr. 46 eingerichtet. 

## Geschichte

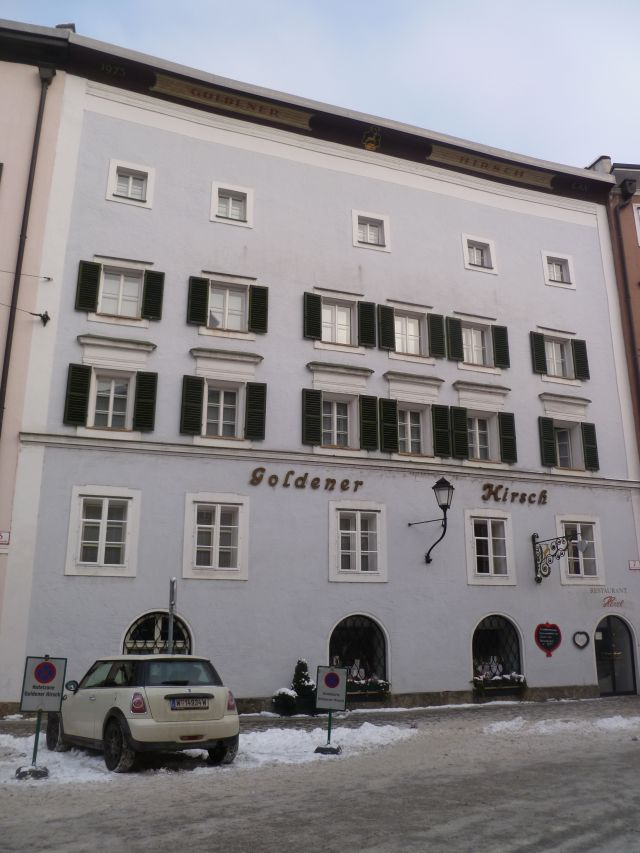
Hotel Goldener Hirsch: Front zum Herbert-von-Karajan Platz

Die Geschichte des Hauses lässt sich bis in das Jahr 1407 zurückverfolgen, wo als Besitzer ein Heinrich des Hulczein weber, seine Ehefrau Kathrey, Liebhart von Hall, Peter Erner von Mattsee und der Goldschmied Alexius Zeiringer genannt werden. Durch den nächsten Besitzer, den Schlosser Bartlmä Falk, wurde das Haus 1463 gegen den Fron- oder Frauengarten vergrößert.  Nach vielen weiteren Besitzerwechseln wird 1596 als erster Gastgeb Caspar Veichtner erwähnt. In der Stadtchronik von 1671 taucht zum ersten Mal die Bezeichnung Wirtshaus zum Güldenen Hirschen auf, später auch als Hirschlwirt bezeichnet. 1857 eröffnete Wolfgang Dekert ein Lokal auf der Seite des Herbert-von-Karajan Platzes, das auch heute noch unter dem Namen Restaurant s´Herzl existiert. Ludwig Ritter von Maffei besaß den Goldenen Hirschen ab 1873.

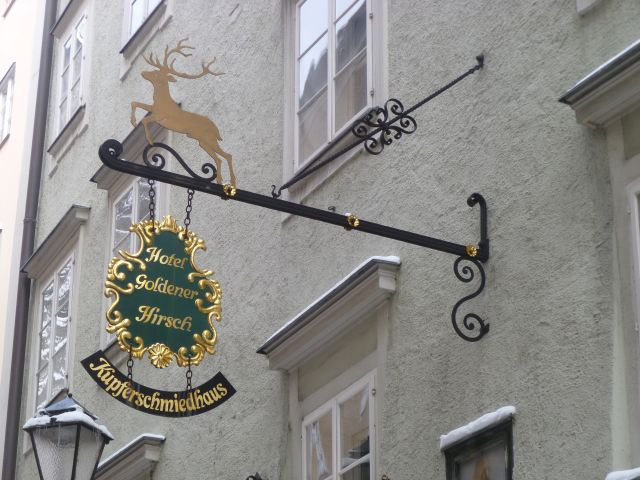
Hotel Goldener Hirsch: Dependance Kupferschmiedhaus

Nach weiteren Besitzerwechseln wurde der Betrieb 1939 an Emanuel und Harriet Walderdorff verkauft. Pächter waren von 1940 bis nach dem Zweiten Weltkrieg Franz und Anna Bernauer. 1947 wurde das Gebäude unter Leitung von der Baumeisterin Hilda Crozzoli stilvoll modernisiert. Ab 1948 leitete Harriet Walderdorff (Tochter des Malers John Quincy Adams) das Hotel. 1970 wurde es an Carl Adolf Vogel verkauft. Dieser erwarb auch das Stockhamerbräu im angrenzenden Haus Getreidegasse Nr. 35, wodurch die Übernachtungskapazität verdoppelt wurde.
Das Stockhamerbräu kann ebenfalls auf eine lange Geschichte zurückblicken. 1407 erscheint ein Peter Haffter als erster namentlich festzumachender Besitzer. 1536 ist hier erstmals ein Bierbrauer, nämlich Martin Steuber, erwähnt. 1569 wird das Haus erstmals als Bräuhaus bezeichnet. Längere Zeit war es im Besitz der Familie Stockhamer, unter der das Stockhamerbräu 1680 zur drittgrößten Brauerei Salzburgs wurde. 1865 war es mit der Brauerei zu Ende, es folgten hier eine Kleiderreinigung und Färberei, ein Riemergewerbe und ein Zuckerbäcker. Am 25. April 1945 wurde das Haus durch einen Bombenangriff beschädigt. Nach dem Verkauf an Carl Adolf Vogel wurde es dem Goldenen Hirschen einverleibt.
Neben dem Ankauf des Stockhamerbräus kam es mit der Anmietung von Räumen im Kupferschmiedhaus in der Nummer 46 zu einer zusätzlichen Vergrößerung des Betriebs. Nach 1976 übernahmen verschiedene internationale Hotelkonsortien die traditionsreiche Herberge. Derzeit wird das Unternehmen von den US-amerikanischen Starwood Hotels & Resorts unter der konzerneigenen Luxusmarke Luxury Collection vermarktet. Im August 2016 wurde das Gebäude um 20 Millionen Euro an den Schweizer Hans-Peter Wild verkauft, der Verkauf musste gemäß Grundverkehrsgesetz vom Land Salzburg genehmigt werden.

## Besucherklientel
Dem Standort in der Altstadt und der Kategorie entsprechend kann das Fünf-Sterne-Hotel auf eine Reihe bekannter Gäste zurückblicken, so auf Arnold Schwarzenegger, Königin Sophia von Spanien oder Ernst August von Hannover; Bundespräsident Heinz Fischer und Salzburgs Landeshauptfrau Gabi Burgstaller trafen hier auf den chinesischen Außenminister Yang Jiechi; als Festspielgäste gastierten hier Prinz Charles, Großbritanniens Premierministerin Margaret Thatcher, aber auch Größen der Film- und Unterhaltungsbranche wie Yul Brynner, Hildegard Knef, Romy Schneider, Luciano Pavarotti, Plácido Domingo oder auch Thomas Gottschalk.

## Nachweise
- Gerhard Ammerer; Jutta Baumgartner: Die Getreidegasse. Salzburgs berühmteste Straße, ihre Häuser, Geschäfte und Menschen. Colorama Verlagsgesellschaft, Salzburg 2011, ISBN 978-3-902692-21-4, S. o.A.

1. ↑  Salzburger Nachrichten: Goldener Hirsch in der Salzburger Altstadt wird verkauft. Artikel vom 5. August 2016, abgerufen am 7. August 2016.
2. ↑  orf.at - Milliardär kauft „Goldenen Hirschen“. Artikel vom 19. August 2016, abgerufen am 19. August 2016.

Koordinaten: 47° 47′ 59,7″ N, 13° 2′ 27,7″ O